# Johan Hendrik Mello Mollerus van Westkerke
Johan Hendrik Mello baron Mollerus van Westkerke (Oldebroek, 21 februari 1840 - Arnhem, 5 januari 1909) was een Nederlands burgemeester en commissaris des Konings/der Koningin.
Mollerus, lid van de familie Mollerus, werd geboren als zoon van Hendrik Mello baron Mollerus, heer van Westkerke en Wulpendaal (1780-1865) en Jacoba Louisa barones van Eck van Overbeek (1808-1890). Hij was commissaris van de Koning(in) in Gelderland rond de eeuwwisseling in 1900. Hij was eerder burgemeester van twee Utrechtse plattelandsgemeenten, Eemnes en Baarn.
Hij was de kleinzoon van Johan Hendrik Mollerus, de vooraanstaande staatsman uit de Bataafse Tijd en tijdens het bewind van Willem I. Hij stond bekend als ouderwetse landedelman, die erg antisocialistisch was.
De Mollerusstraat in Baarn is naar hem vernoemd.
- Biografisch Portaal: 37994782
- Digitale Bibliotheek voor de Nederlandse Letteren: moll036
- Gemeinsame Normdatei: 141812028
- Parlement.com: vg09llz3llw9
- Virtual International Authority File: 142651060
- WorldCat: E39PBJmXGQKhC9F6f8h9mB4jG3